# Kystvakten
Kystvakten er én af tre hovedafdelinger i det norske Sjøforsvaret. Den blev oprettet 1. april 1977 i forbindelse med at Norge etablerede en økonomisk zone, 200 sømil fra kysten. Det tidligere fiskerioppsynet blev nedlagt. Kystvaktens opgaver er suverænitetshævdelse i norsk farvand, fiskeri-, grænse-, told- og miljøopsyn, anløbskontrol, redningstjeneste og bistand til havs.
I 2010 opererede Kystvakten i alt 15 skibe. Derudover benytter de P-3 Orion fly (Udfases og erstattes af P-8 Poseidon fly)  og Westland Lynx helikoptere (Sidstnævnte udfases og erstattes af NHI NH90 helikoptre), begge fra Luftforsvaret.

## Fartøjer
Ydre kystvagt
- KV "Nordkapp" (W320) (1980)
- KV "Andenes" (W322) (1980)
- KV "Senja" (W321) (1980)
- KV "Svalbard" (W303) (2001)
- KV "Barentshavet" (W340) (2009)
- KV "Sortland" (W342) (2010)
- KV "Bergen" (2010)
- KV "Ålesund"
- KV "Harstad" (W318) (2005)

Indre Kystvakt
- KV "Nornen" (2006)
- KV "Tor" (2007)
- KV "Njord" (2007)
- KV "Heimdal" (W332) (2007)
- KV "Farm" (W331) (2007)
- KV "Magnus Lagabøte" (W335)